# Вильямайор, Хуан Карлос
Хуан Карлос Вильямайор (англ. Juan Carlos Villamayor) — парагвайский футболист, играл на позиции правого защитника. Выступал за сборную Парагвая.

## Титулы и достижения
- Чемпион Парагвая (2): 1994, 1996

## Клубная статистика
| Выступления за клуб | Выступления за клуб | Выступления за клуб         | Лига  | Лига | Кубок            | Кубок            | Кубок лиги      | Кубок лиги      | Всего | Всего |
| Сезон               | Клуб                | Лига                        | Матчи | Голы | Матчи            | Голы             | Матчи           | Голы            | Матчи | Голы  |
| Япония              | Япония              | Япония                      | Лига  | Лига | Кубок Императора | Кубок Императора | Кубок Джей-лиги | Кубок Джей-лиги | Всего | Всего |
| ------------------- | ------------------- | --------------------------- | ----- | ---- | ---------------- | ---------------- | --------------- | --------------- | ----- | ----- |
| 1998                | Ависпа Фукуока      | Чемпионат Японии по футболу | 1     | 0    | 0                | 0                | 0               | 0               | 1     | 0     |
| 1999                | Ависпа Фукуока      | Чемпионат Японии по футболу | 14    | 4    | 0                | 0                | 1               | 1               | 15    | 5     |
| Страна              | Япония              | Япония                      | 15    | 4    | 0                | 0                | 1               | 1               | 16    | 5     |
| Всего               | Всего               | Всего                       | 15    | 4    | 0                | 0                | 1               | 1               | 16    | 5     |

## Статистика в сборной
| Сборная Парагвая по футболу | Сборная Парагвая по футболу | Сборная Парагвая по футболу |
| Год                         | Матчи                       | Голы                        |
| --------------------------- | --------------------------- | --------------------------- |
| 1993                        | 2                           | 0                           |
| 1994                        | 0                           | 0                           |
| 1995                        | 8                           | 2                           |
| 1996                        | 2                           | 1                           |
| 1997                        | 6                           | 0                           |
| Всего                       | 18                          | 3                           |